# Neuseeländische Cricket-Nationalmannschaft in Australien in der Saison 1973/74
Die Tour der neuseeländischen Cricket-Nationalmannschaft nach Australien in der Saison 1973/74 fand vom 29. Dezember 1973 bis zum 31. Januar 1974 statt. Die internationale Cricket-Tour war Bestandteil der Internationalen Cricket-Saison 1973/74 und umfasste drei Tests. Australien gewann die Test-Serie 2–0.

## Vorgeschichte
Für beide Mannschaften war es die erste Tour der Saison.
Das letzte Aufeinandertreffen der beiden Mannschaften bei einer Tour fand in der Saison 1945/46 in Neuseeland statt.

## Stadien
Die folgenden Stadien wurden für die Tour als Austragungsort vorgesehen.
| Stadion                  | Stadt     | Kapazität | Spiele  |
| ------------------------ | --------- | --------- | ------- |
| Adelaide Oval            | Adelaide  | 53.583    | 3. Test |
| Melbourne Cricket Ground | Melbourne | 100.024   | 1. Test |
| Sydney Cricket Ground    | Sydney    | 48.000    | 2. Test |

## Kaderlisten
Die Teams benannten die folgenden Kader.
| Test | Test |
| Australien | Neuseeland |
| --- | --- |
| - Ian Chappell (K) - Greg Chappell - Ian Davis - Tony Dell - Geoff Dymock - Gary Gilmour - Alan Hurst - Ashley Mallett - Rod Marsh (wk) - Kerry O’Keeffe - Paul Sheahan - Keith Stackpole - Max Walker - Doug Walters - Ashley Woodcock | - Bevan Congdon (K) - Bryan Andrews - Lance Cairns - Jeremy Coney - Dayle Hadlee - Richard Hadlee - Brian Hastings - John Morrison - David O’Sullivan - John Parker - Mike Shrimpton - Glenn Turner - Ken Wadsworth (wk) |

## Tour Matches
Neuseeland bestritt während der Tour drei Tour Matches gegen australische Regionalteams.

## Tests

### Erster Test in Melbourne
| 29. Dezember – 2. Januar Scorecard | Melbourne | Australien 462-8d (101.5)                        | – | Neuseeland 237 (79.7) & 200 (81.6) (f/o) |
|                                    |           | Australien gewinnt mit einem Innings und 25 Runs |   |                                          |

Australien gewann den Münzwurf und entschied sich als Schlagmannschaft zu beginnen.

### Zweiter Test in Sydney
| 5. – 10. Januar Scorecard | Sydney | Neuseeland 312 (86.6) & 305-9d (75.2) | – | Australien 162 (44.4) & 30-2 (8.3) |
|                           |        | Remis                                 |   |                                    |

Australien gewann den Münzwurf und entschied sich als Feldmannschaft zu beginnen.

### Dritter Test in Adelaide
| 26. – 31. Januar Scorecard | Adelaide | Australien 477 (120.5)                           | – | Neuseeland 218 (87.3) & 202 (89.5) (f/o) |
|                            |          | Australien gewinnt mit einem Innings und 57 Runs |   |                                          |

Australien gewann den Münzwurf und entschied sich als Schlagmannschaft zu beginnen.